# Itch.io
itch.io és un lloc web designat per allotjar, vendre i descarregar videojocs independents creats pels seus usuaris. Va ser llançat el Març del 2013 per Leaf Corcoran. Actualment (Setembre de 2019) itch.io allotja al voltant de 190.500 videojocs a més de altres tipus de continguts com recursos per a jocs (al voltant de 7.500), eines per fer videojocs (al voltant de 3.000), còmics (1.500), llibres (1.300) i diversos continguts relacionats amb videojocs.
També permet als seus usuaris allotjar game jams. En aquestes game jams els participants tenen un temps limitat per crear un videojoc que pot anar de 3 dies fins a 1 mes, depenent de la game jam. Algunes de les game jams més notables son la Game Maker's Toolkit Game Jam, la Community Game Jam, o la Game Off, celebrades anualment. Aquestes el 2019 van obtenir més de 2.000 participants arribant a 7.500 en el cas de la GMT Game Jam. Tot i això n'hi han d'altres amb menys participants com la Touhou Fan Game Jam.

## Història
El 3 de Març de 2013, Leaf Corcoran publicà una entrada al blog leafo.net on detallava de que aniria el lloc web, amb un model pay-what-you-want (paga el que vugluis, model que es basa en vendre un producte i deixar al consumidor escollir el preu a pagar per aquest). En una entrevista amb Rock, Paper, Shotgun, Corcoran mencionà que la idea original no era pas una tenda sinó un lloc on "crear una pàgines web per a jocs personalitzades". El nom prové d'un domini que Corcoran comprà anys enrere.
El Juny de 2015 aquest lloc ja allotjava més de 15.000 videojocs i programes.
Al Desembre de 2015 va ser anunciada una aplicació per instal·lar videojocs i altres continguts a més de mantenir videojocs ja existents actualitzats automàticament. Va ser llançada amb suport per a Windows, macOS i Linux. Avui dia l'aplicació es recomanada com "la millor manera de jugar els jocs d'itch.io".
El desenvolupador pot cobrar pels jocs que publiquen a la plataforma i, el Maig de 2015, itch.io pagà als desenvolupadors 51,489US$. Per defecte el lloc web s'emporta un 10% dels ingressos de cada venta, però el desenvolupador també pot escollir la quantitat.
El desenvolupador pot posar el preu que vulgui al seu videojoc (fins i tot de franc) i el comprador pot pagar la quantitat que vulgui a partir d'aquell preu, és a dir, si al comprador li agrada molt el que està comprant pot pagar de més.